# Ciepłowody (stacja kolejowa)
Ciepłowody − nieczynna stacja kolejowa w Ciepłowodach, w Polsce, w województwie dolnośląskim, w powiecie ząbkowickim, w gminie Ciepłowody.
Stacja została otwarta w dniu 1 listopada 1908 roku razem z linią kolejową do Ząbkowic Śląskich Dworca Małego. Do 1989 roku był na niej prowadzony ruch osobowy. W 1991 roku został zawieszony ruch towarowy.